# Château du Boucheron
Le château du Boucheron  est situé à Bosmie-l'Aiguille, en France.

## Localisation
Le château est situé dans le département de la Haute-Vienne, sur la  commune de Bosmie-l'Aiguille, en région Nouvelle-Aquitaine.

## Description
Le château du Boucheron est constitué d'un corps principal de cinq travées, d'un pavillon latéral, côté est, et de deux tours demi hors œuvre, l'une polygonale, côté nord, et l'autre carrée, flanquée contre le mur latéral ouest du corps principal.

## Historique
Le château date du XIXe siècle. Actuellement il accueille la mairie de la commune.
Le château est construit sur l'initiative de Valentin Amilhau en 1869 sur un domaine agricole dont subsiste encore l'ancien logis de maître portant la date 1767, le château est agrandi en 1876[réf. souhaitée].